# Sophus Lie
Marius Sophus Lie (Nordfjordeid, 17 dicembre 1842 – Oslo, 18 febbraio 1899) è stato un matematico norvegese a cui si deve in gran parte la teoria della simmetria continua e l'inizio della sua applicazione allo studio della geometria e delle equazioni differenziali.
La più importante scoperta di Lie fu che i gruppi di trasformazione continui (ora chiamati gruppi di Lie)  possono essere compresi linearizzandoli, e studiandone i corrispettivi campi vettoriali generati (generatori infinitesimali). I generatori sono soggetti a una versione linearizzata del gruppo (ora chiamati commutatori) e hanno la struttura di ciò che viene chiamata algebra di Lie.

## Biografia
Figlio di un pastore luterano, Johann Herman Lie, e sesto di sette fratelli, frequentò la scuola primaria nella città di Moss (un porto nel sud-est della Norvegia) e nel 1857 la Scuola privata di latino a Christiania, oggi Oslo.
Non potendo intraprendere la carriera militare per problemi di vista, dal 1859 al 1865 frequentò i corsi di matematica, astronomia, meccanica, botanica, zoologia e fisica all'Università di Christiania, senza decidere l'oggetto di studio della sua laurea.
Nel 1868 approfondì il suo interesse per la geometria, specialmente la geometria di Julius Plücker e Jean Victor Poncelet e nel 1869 pubblicò il suo primo articolo relativo ai numeri immaginari, Repräsentation der Imaginären der Plangeometrie, sul Journal für die reine und angewandte Mathematik; questo gli fece ottenere una borsa di studio che gli permise di viaggiare e incontrare i principali matematici europei.
All'Università di Berlino incontrò Leopold Kronecker, Ernst Eduard Kummer, Karl Weierstrass e conobbe Felix Klein, ex-studente di Plücker, con il quale iniziò un'intensa collaborazione.
Essi scoprirono le proprietà fondamentali delle curve asintotiche nella superficie di Kummer, lavorarono sulle curve-W, curve invarianti sotto un gruppo di trasformazioni proiettive. Lie rivestì un ruolo importante nello sviluppo del pensiero di Klein: infatti gli presentò il concetto di gruppo, che occupò un peso rilevante nel suo lavoro successivo.
Nel 1870 si recò a Parigi insieme a Klein e conobbe Jean Gaston Darboux, Michel Chasles, Camille Jordan e, a partire da questi incontri, cominciò a lavorare alla teoria dei gruppi di trasformazioni. 
Con l'inizio della guerra franco-prussiana nel luglio del 1870, Klein tornò a Berlino, mentre Lie fu arrestato e incarcerato a Fontainebleau con l'accusa di essere una spia tedesca perché le sue annotazioni matematiche furono scambiate per messaggi segreti codificati.
Liberato grazie all'intervento di Darboux, decise di tornare a Christiania. 
Nel 1872, per ottenere il suo dottorato all'Università di Christiania, scrisse in norvegese una dissertazione sulla teoria delle trasformazioni in geometria che gli fece ottenere la nomina a professore straordinario.
Dal 1873 al 1881 lavorò con Peter Ludwig Mejdell Sylow all'edizione completa dell'opera di Niels Henrik Abel. Poco dopo si sposò con Anna Birch, il cui nonno era lo zio di Abel. Ebbero tre figli.
Nel 1882 fondò la prestigiosa rivista matematica Acta Mathematica. 
Nel 1884 fu raggiunto a Christiania dall'allievo di Klein, Friedrich Engel e insieme collaborarono fino a quando, nel 1885, Engel tornò a Lipsia.
Nel 1886 ottenne la cattedra di matematica all'Università di Lipsia, sostituendo il suo amico Klein che aveva accettato la cattedra all'Università di Göttingen.
Ma la sua integrazione nell'ambiente di Lipsia fu difficile e questo lo condusse a depressione.
Riprese e continuò la collaborazione con Engel lavorando all'opera Théories des groupes de transformation che pubblicherà, in tre volumi, tra il 1888 e il 1893.
Nel corso dei dodici anni successivi ebbe un certo numero di allievi di talento. Uno di questi, Georg Scheffers (1866-1945), scrisse l'introduzione a tre libri di Lie basati sui corsi da lui tenuti a Lipsia, Differentialgleichungen (1891; Equazioni differenziali), Vorlesungen über continuierliche Gruppen (1893; Lezioni sui gruppi continui), e Geometrie der Berührungstransformationen (1896; Geometria delle trasformazioni di contatto).
Durante un suo soggiorno a Parigi fu ospite dall'Accademia francese delle scienze e il 7 giugno del 1892 divenne membro della sua sezione relativa alla geometria.
Nel 1897 ricevette il premio Lobačevskij per i suoi lavori in matematica. Poco dopo aver conseguito questo premio, nel 1898, malato, lasciò Lipsia per occupare una cattedra a Christiania. Poco dopo essere rientrato in Norvegia morì di anemia perniciosa.
Nel 1921 Engel, con la collaborazione di Paoul Heegaard (1871-1948), professore della Università di Christiania, pubblicò l'opera completa di Lie con il titolo Gesammelte Abhandlungen.

## Opere di Sophus Lie
- (DE) Sophus Lie, Theorie der Transformationsgruppen I, Leipzig, B. G. Teubner, 1888. Scritto con l'aiuto di Friedrich Engel.
- (DE) Sophus Lie, Theorie der Transformationsgruppen II, Leipzig, B. G. Teubner, 1890. Scritto con l'aiuto di Friedrich Engel.
- (DE) Sophus Lie, Vorlesungen über differentialgleichungen mit bekannten infinitesimalen transformationen, Leipzig, B. G. Teubner, 1891. Scritto con l'aiuto di Georg Scheffers.[5]
- (DE) Sophus Lie, Vorlesungen über continuerliche Gruppen, Leipzig, B. G. Teubner, 1893. Scritto con l'aiuto di Georg Scheffers.[6]
- (DE) Sophus Lie, Theorie der Transformationsgruppen III, Leipzig, B. G. Teubner, 1893. Scritto con l'aiuto di Friedrich Engel.
- (DE) Sophus Lie, Geometrie der Berührungstransformationen, Leipzig, B. G. Teubner, 1896. Scritto con l'aiuto di Georg Scheffers.[7]